# Карл (Хесен-Филипстал)
Вижте пояснителната страница за други личности с името Карл.
Карл фон Хесен-Филипстал (на немски: Karl von Hessen-Philippsthal; * 6 ноември 1757 в Цютфен; † 2 януари 1793 във Франкфурт на Майн) е наследствен принц на Хесен-Филипстал, полковник-лейтенант на Хесен-Касел.
Той е най-възрастният син на ландграф Вилхелм фон Хесен-Филипстал (1726 – 1810) и съпругата му принцеса Улрика Елеонора фон Хесен-Филипстал-Бархфелд (1732 – 1795), дъщеря на ландграф Вилхелм фон Хесен-Филипстал-Бархфелд (1692 – 1761) и принцеса Шарлота Вилхелмина фон Анхалт-Бернбург-Шаумбург-Хойм (1704 – 1766).
Той е убит на 2 януари 1793 г. във Франкфурт на Майн.

## Фамилия
Карл се жени на 24 юни 1791 г. в Хофгайзмар за принцеса Виктория Амалия Ернестина фон Анхалт-Бернбург (* 11 февруари 1772 в Хале; † 17 октомври 1817 във Виена), внучка на княз Виктор I Амадей Адолф фон Анхалт-Бернбург-Шаумбург-Хойм, дъщеря на принц Франц Адолф фон Анхалт-Бернбург-Шаумбург-Хойм (1724 – 1784) и графиня Мария Йозефа фон Хазлинген (1741 – 1785). Те имат една дъщеря:
- Каролина (1793 – 1869), омъжена на 17 февруари 1812 г. в Касел за нейния чичо ландграф Ернст Константин фон Хесен-Филипстал (1771 – 1849), син на княз Вилхелм фон Хесен-Филипстал.

Вдовицата му Виктория фон Анхалт-Бернбург се омъжва втори път на 16 октомври 1796 г. за граф Франц Карл Едуард фон Вимпфен (1776 – 1842).